# 江海区
江海区是中国广东省江门市的一个市辖区，位于广东省粤港澳大灣區的中部偏西，地處江門市東南部，北接蓬江區，南面和西面與新會區相連，東與中山市古鎮鎮隔西江相望。
江海區瀕臨南海，屬亞熱帶海洋性季風氣候。中江、江鶴、江珠三條高速公路在區內交匯，廣珠城際輕軌穿境而過。國家知識產權強縣工程示範縣（區），區人民政府駐東海路338號。

## 历史

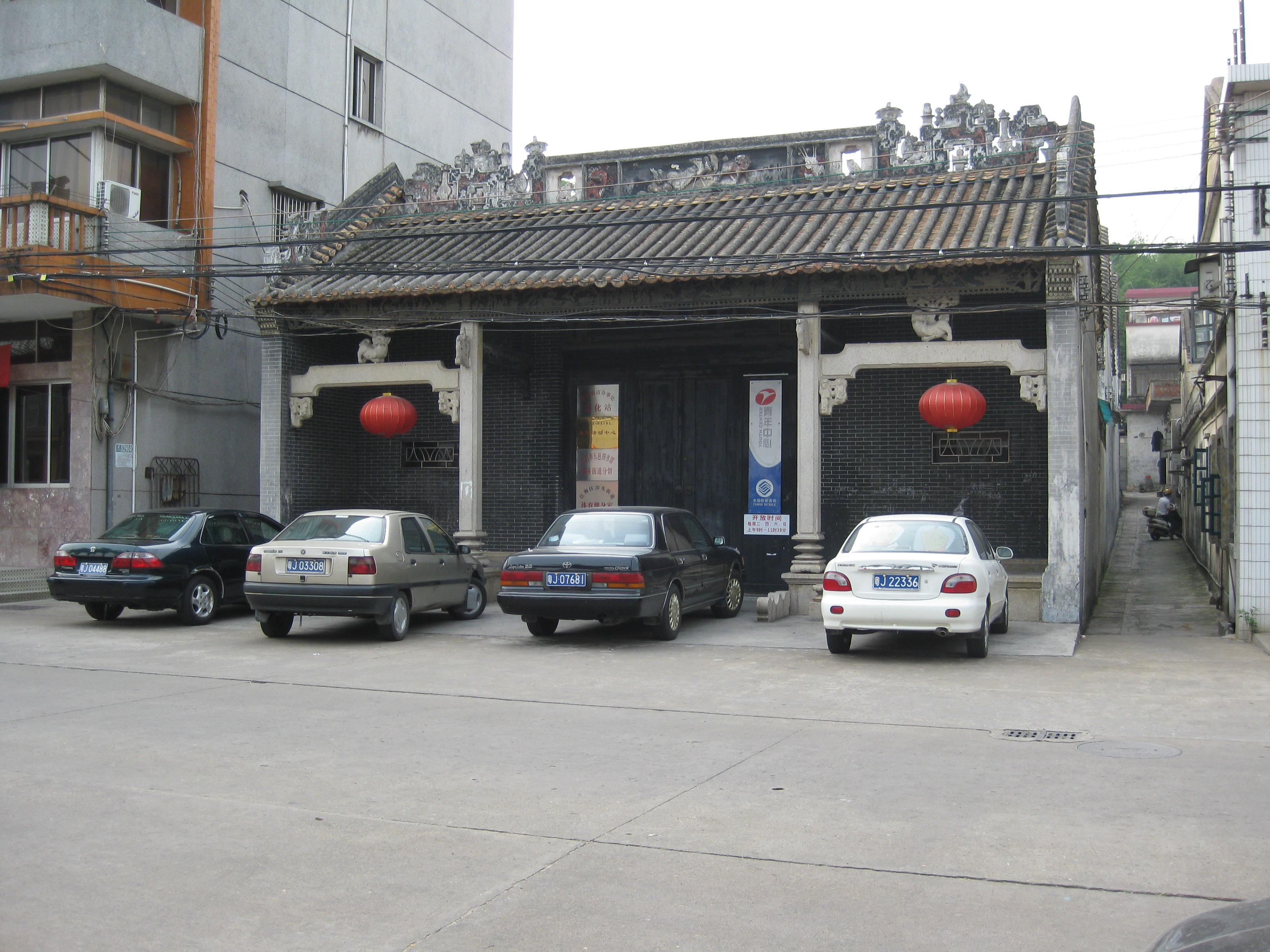
位于滘頭鄉西京里的赵氏祠堂

明、清时期，今江海区域地归新会县潮连司辖。民国期间，除江南一带一度属江门省辖市地域外，其他地区仍为新会县治。
新中国成立后，江南、滘头、滘北、外海先后划归江门市。名为江门国家高新技术产业开发区，其后更名为江海区。
2006年9月25日，江门国家高新技术产业开发区申报国家级。

## 行政区划
1984年7月9日，经广东省人民政府批准，设置江门市城区，为县级建制。东与江门市郊区的外海、环市区为邻，隔西江与郊区的潮连区相望；南连新会县礼乐区；西、北与郊区的环市区接壤。总面积21.3平方千米。下辖堤东、仓后、沙仔尾、北街、江南5个街道。
1994年2月5日，江门市区范围扩大，江门市城区、郊区辖地调整。原属江门市郊区的外海镇、环市镇滘头管理区和滘北管理区、原属新会市的礼乐镇划归江门市城区，原属江门市城区的堤东街道、仓后街道、沙仔尾街道、北街街道划归江门市郊区，江南街道隶属不变。调整后，江门市城区下辖外海镇、礼乐镇、江南街道。
1994年8月10日，江门市城区更名为江门市江海区。
1995年5月，经广东省民政厅批准，外海镇的滘头、滘北管理区升格为滘头、滘北街道，分别设置办事处，为区政府派出机构。至此，江海区下辖外海、礼乐2个镇和江南、滘头、滘北3个街道。
2004年8月25日，经广东省民政厅批准，外海镇、礼乐镇建置改制，由镇改为街道，设立办事处。
2010年11月，经过国务院批准为国家高新区。
2013年6月，江门高新区与江海区合署办公。
2015年7月，经江门市人民政府同意，江南街道、滘头街道和滘北街道，3个街道合并为江南街道。变更后，江海区下辖外海、礼乐、江南3个街道。。

## 配套设施

### 商业
- 江海万达广场
- 江海广场
- 中环广场
- 江门船厂遗址活化区
- 嘉华广场

### 公共设施
- 江门演艺中心
- 江海区图书馆
- 江海区科技馆
- 江海区青少年活动中心
- 龙溪湖阅读中心
- 江海区博物馆
- 龙溪湖时尚运动中心

### 写字楼
- 江门高新区金融中心
- 江门高新区科创中心

### 企业
- 德昌電機集團
- 广东德力光电有限公司
- 广东江门生物技术开发中心有限门公司
- 广东万木新材料科技有限公司
- 广东伟恒建筑集团有限公司
- 量子高科(中国)生物股份有限公司
- 巧养生物科技有限公司
- 江门火鸟科技有限公司
- 盛韬运动器材有限公司
- 广东维高医疗科技有限公司
- 江门建欢化收用品有限公司
- 亿源生化工程有限公司
- 亿都电子科技有限公司
- 亿都半导体有限公司
- 睿翔工业设计工作室
- 巨川磁材加工厂
- 江龙机械公司
- 嵘鑫电子
- 瑞科电子
- 三角洲电子
- 基富钢管厂
- 宇创机电有限公司
- 科辉模具有限公司
- 朝阳精密制造有限公司
- 嘉安精密科技有限公司
- 海迩精密模具科技有限公司
- 韩本电动车辆实业有限公司
- 广东米呢空间照明科技有限公司
- 佐敦(广东省)环境科技有限公司
- 巴斯夫涂料（广东）有限公司
- 华润食品饮料(深圳)有限公司江门分厂

### 實驗室/研发中心/基地
- 国家半导体光电产品检测重点实验室
- 江门交通建设中心试验室
- 金羚风扇制造有限公司工程技术中心
- 江中珠游艇会

## 人口
据官方资料统计，2019年，常住人口27.82万，公安户籍人口17.61万。
2021年，江海區常住人口37.47萬人，比上年增加0.81萬人，其中城鎮常住人口37.47萬人，常住人口城鎮化率100%。户籍總人口18.54萬人。

## 交通

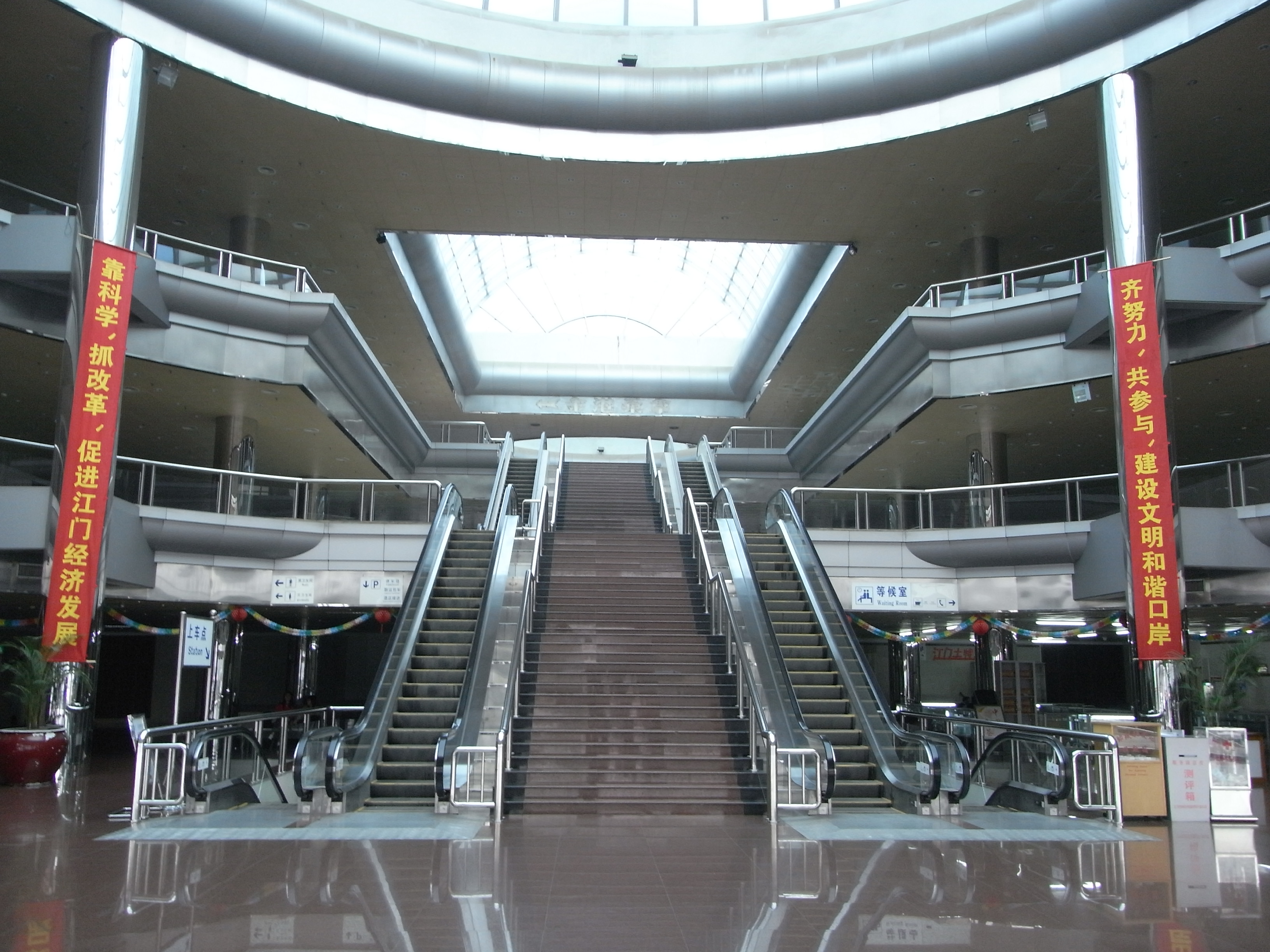
江門市港澳客運口岸碼頭

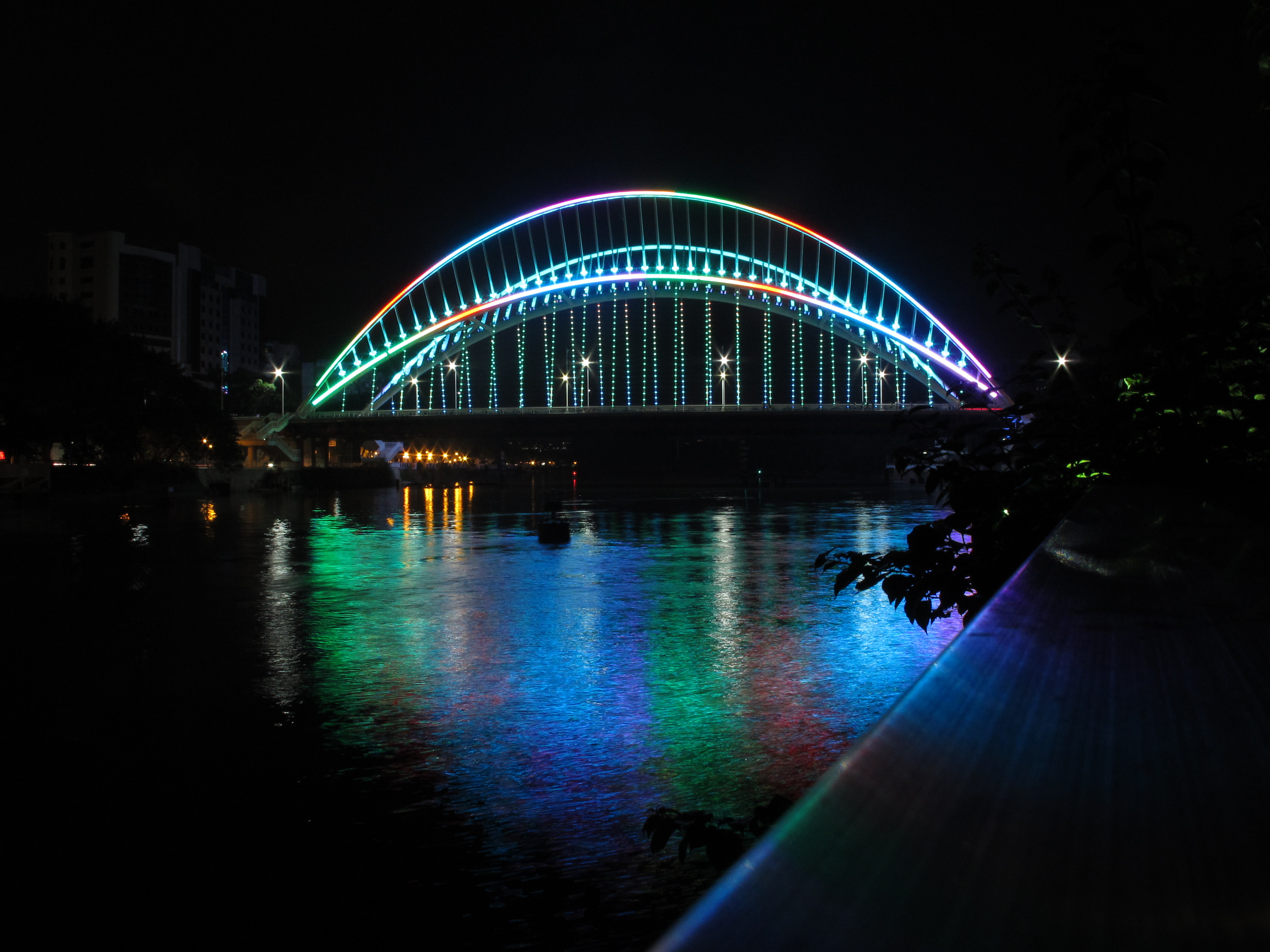
江門市東華大橋，2012年落成，連接江海区和蓬江區。

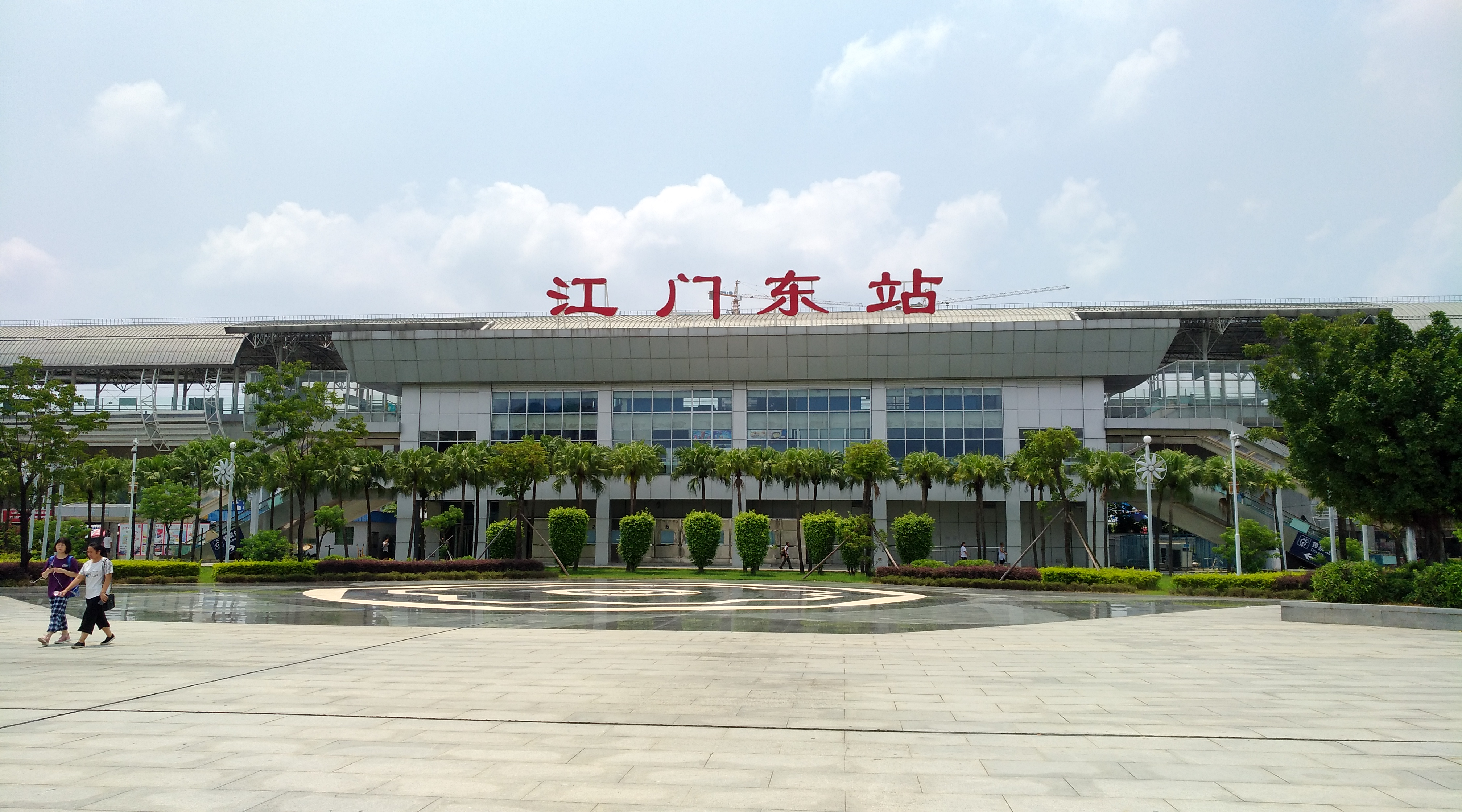
江門東站，2011年1月7日正式通行。

江海区交通便利，基础设施完善，扼珠三角西部交通要冲，是连接珠江三角洲、港澳地区与粤西的交通枢纽。船厂跨江桥、江礼大桥、胜利大桥、蓬江大桥、东华大桥、江门大桥、北街大桥横跨江门河与蓬江区相连，江海大橋橫跨西江與潮連島相連，新礼大桥、会乐大桥与新会区相接，外海大桥与鄰近的中山市古镇互联互通。中江、江鹤、江珠等多条高速公路经过，广珠城轨穿境而过并设有江门东、江海、礼乐三个站点。
- 广珠城轨江門東站
- 江珠高速
- 中江高速

## 旅遊

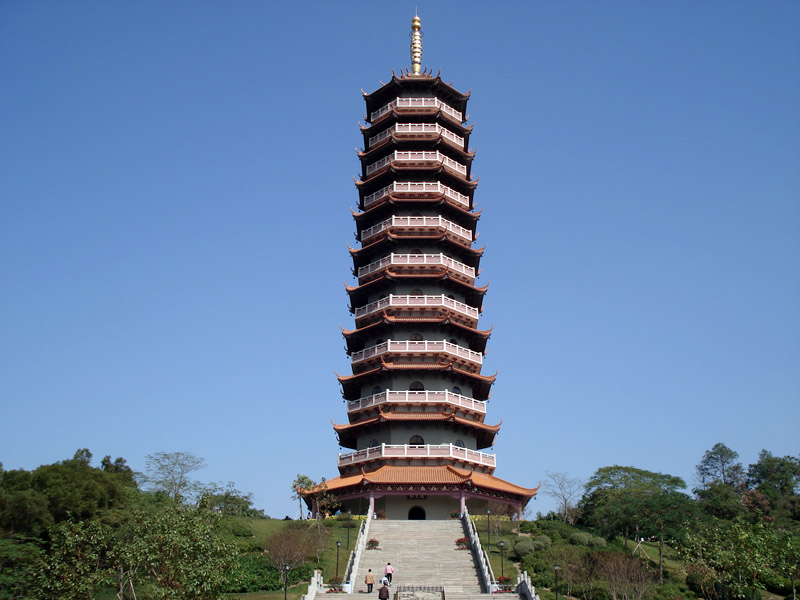
2006江门龙光塔_-_panoramio

- 白水带风景区
- 江门儿童公园
- 禮樂三座石拱橋
- 城央绿廊及釜山公园
- 江門演藝中心
- 江中珠游艇会
- 江海都市农业生态公园
- 江门市长廊生态园

## 文化
- 禮樂龍舟

## 教育

### 高等教育
- 广东江门幼儿师范专科学校
- 广东南方职业学院

## 經济

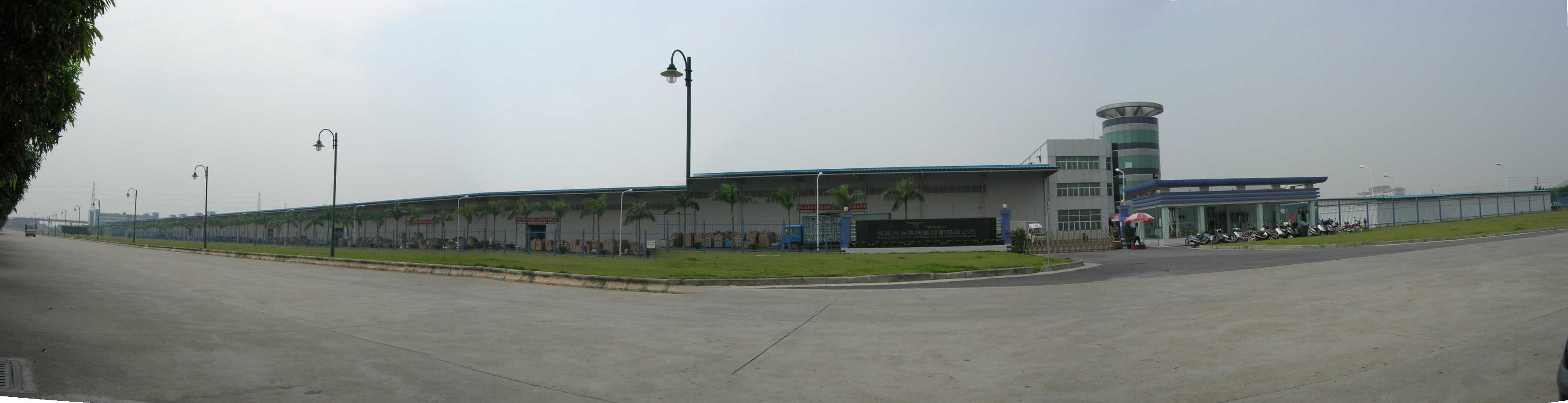
广东省江门市大冶集团摩托车总装厂房_-_panoramio

三大主导产业：高端机电制造、新一代电子信息、新材料产业。
- 德昌电机（江門）有限公司
- 巴斯夫涂料（廣東）有限公司
- 贝欧宝（广东）健康科技有限公司-深江合作项目之一
- 阿麦斯（广东）食品科技有限公司-深江合作项目之一

### 高新技术产业开发区
江门國家級高新技术產業開发区，简稱江門高新區。坐落粤港澳大灣區西岸江门市江海區核心地帶。園區于1992年8月筹建，1993年3月，批准为省级高新技术产业开发区。1996年6月成立江门市高新技术工业园有限公司至2010年升级为國家高新區至今。園區設有廣珠城際軌道江海站、江門東站、江中珠游艇会、客運碼頭及貨櫃碼頭(高新区公共码头)，多條高速公路(珠三角環線高速、中江高速、江珠高速公路、广中江高速等)交汇于此地。進駐企業約500家，有約300多家已投產，另有多个國家實驗室。

## 名人
- 陈少白 民主革命先驱